# Supraconvertidor de bloque

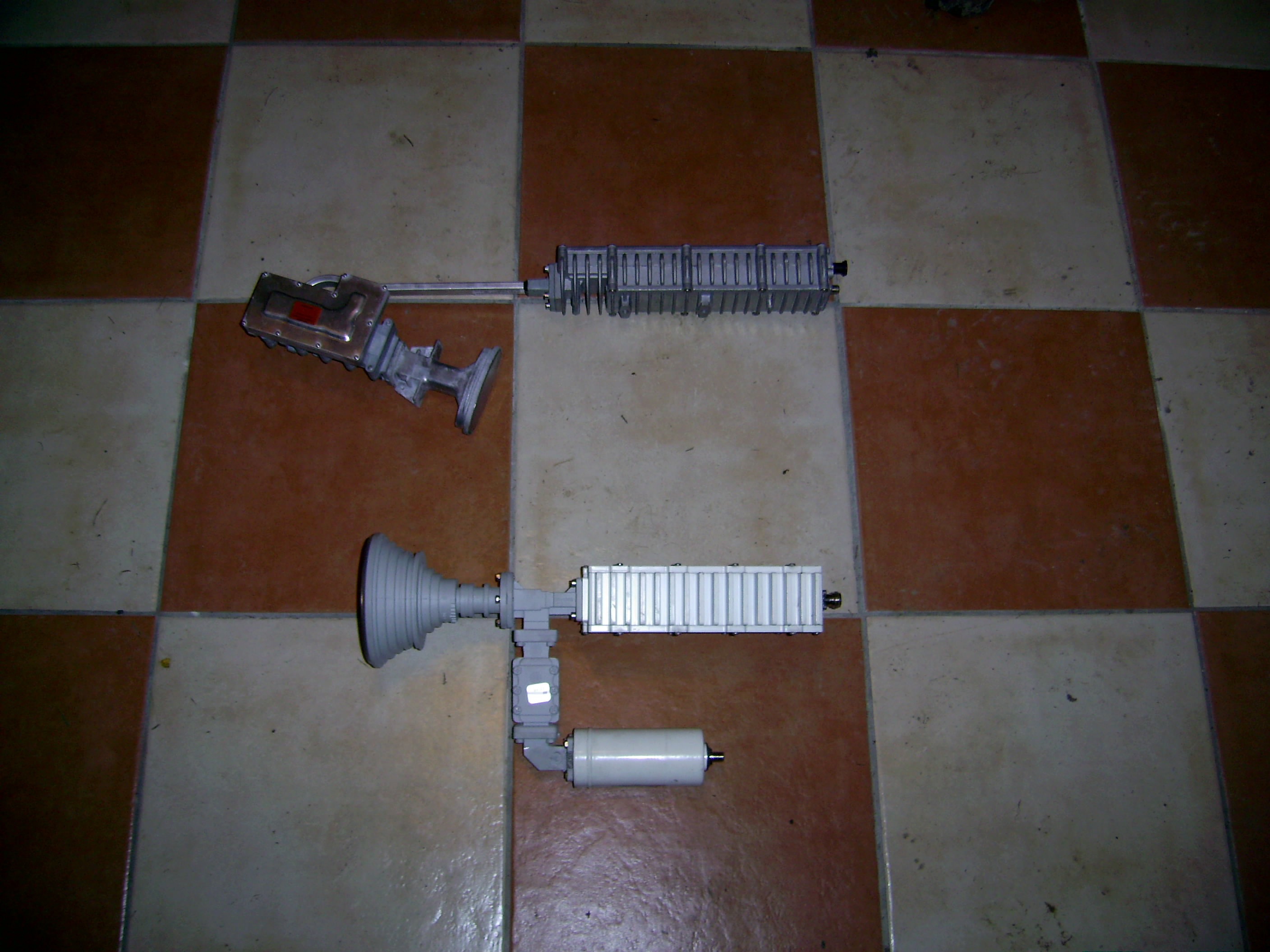
Piezas desmontadas de un out-door unit (sin contar la antena). Comprenden el BUC y el LNB que se unen por el OMT al alimentador.

El supraconvertidor de bloque, comúnmente conocido por las siglas BUC (del inglés block up-converter) es un dispositivo utilizado en la transmisión (enlace ascendente o uplink) de señales de comunicación vía satélite. Por esa cualidad es utilizado para la transmisión, y no para la recepción, también se le denomina Bloque de Transmisión o TXB.
Actúa de interfaz convirtiendo a la banda de frecuencias de la antena parabólica (típicamente desde la L hasta la Ka) las señales de banda base de los equipos locales conectados al módem satelital.
En los sistemas VSAT el BUC forma parte de lo que se denomina out-door unit (ODU) y está típicamente emplazado en el exterior, junto con la propia antena, el LNB (que se encarga de la recepción), el transductor ortogonal (OMT u ortoacoplador) y el feedhorn (o alimentobocina).
La ODU está conectada a la IDU (In-Door-Unit) por el IFL (Inter-Facility-Link) o cable coaxial, que es conveniente que no mida más de 36,5 metros de largo y que suele ser del tipo Comscope 5729.
El plato recibe la señal y la enfoca en la bocina. La bocina entrega la señal al
LNB. El LNB convierte las frecuencias de satélite a una frecuencia intermedia (IF) que es más fácil de transmitir por el cableado o IFL (Inter-Facility Link) a la Unidad de Interior (IDU). El BUC, presente en las comunicaciones de doble vía, opera en la dirección opuesta y convierte la señal de IF de la IDU a las altas frecuencias requeridas para la transmisión al satélite.